# Pendulum (musikalbum)
Pendulum är rockbandet Creedence Clearwater Revival sjätte studioalbum, utgivet i december 1970 på skivbolaget Fantasy Records i USA och Liberty Records i Europa. 
På detta album utforskade gruppen ny terräng och de enda låtar som är i klassisk Creedence Clearwater Revival-stil är "Have You Ever Seen the Rain?" och "Hey Tonight". Dessa två låtar släpptes också som albumets enda singel. En skillnad från tidigare album är det flitiga användandet av klaviatur- och blåsinstrument som spelas av John Fogerty själv. Det avslutande spåret "Rude Awakening, No. 2" var mycket olikt något gruppen gjort tidigare, och det närmaste de kom progressiv rock. Albumet kom att bli gruppens enda som inte innehöll någon cover, alla låtar skrevs av John Fogerty. Det blev också det sista albumet med Tom Fogerty som sedan lämnade gruppen.

## Låtlista
Samtliga låtar är skrivna av John Fogerty.

### Sida 1
1. "Pagan Baby" - 6:25
2. "Sailor's Lament" - 3:49
3. "Chameleon" 3:21
4. "Have You Ever Seen the Rain?" - 2:40
5. "(Wish I Could) Hideaway" - 3:47

### Sida 2
1. "Born to Move" - 5:40
2. "Hey Tonight" - 2:45
3. "It's Just a Thought" - 3:56
4. "Molina" - 2:44
5. "Rude Awakening, No. 2" - 6:22

### 40-årsjubileumsbonusspår på CD
1. "45 Revolutions Per Minute (Part 1)" - 3:17
2. "45 Revolutions Per Minute (Part 2)" - 7:19
3. "Hey Tonight" (Live i Hamburg 1971) - 2:30

## Medverkande
- Doug Clifford - Trummor
- Stu Cook - Bas
- John Fogerty - Sologitarr, piano, orgel, saxofon, sång
- Tom Fogerty - kompgitarr, Bakgrundssång

## Listplaceringar
| Lista (1970-1971) | Position                  |
| ----------------- | ------------------------- |
| Australien        | 1 (Go Set)                |
| Finland           | 1                         |
| Frankrike         | 1                         |
| Kanada            | 2 (RPM)                   |
| Nederländerna     | 2                         |
| Norge             | 1 (VG-lista)              |
| Storbritannien    | 8                         |
| Sverige           | 4 (Kvällstoppen)          |
| USA               | 5 (Billboard 200)         |
| USA               | 28 (Billboard R&B Albums) |
| Västtyskland      | 3                         |